# St. Louis des Chartrons

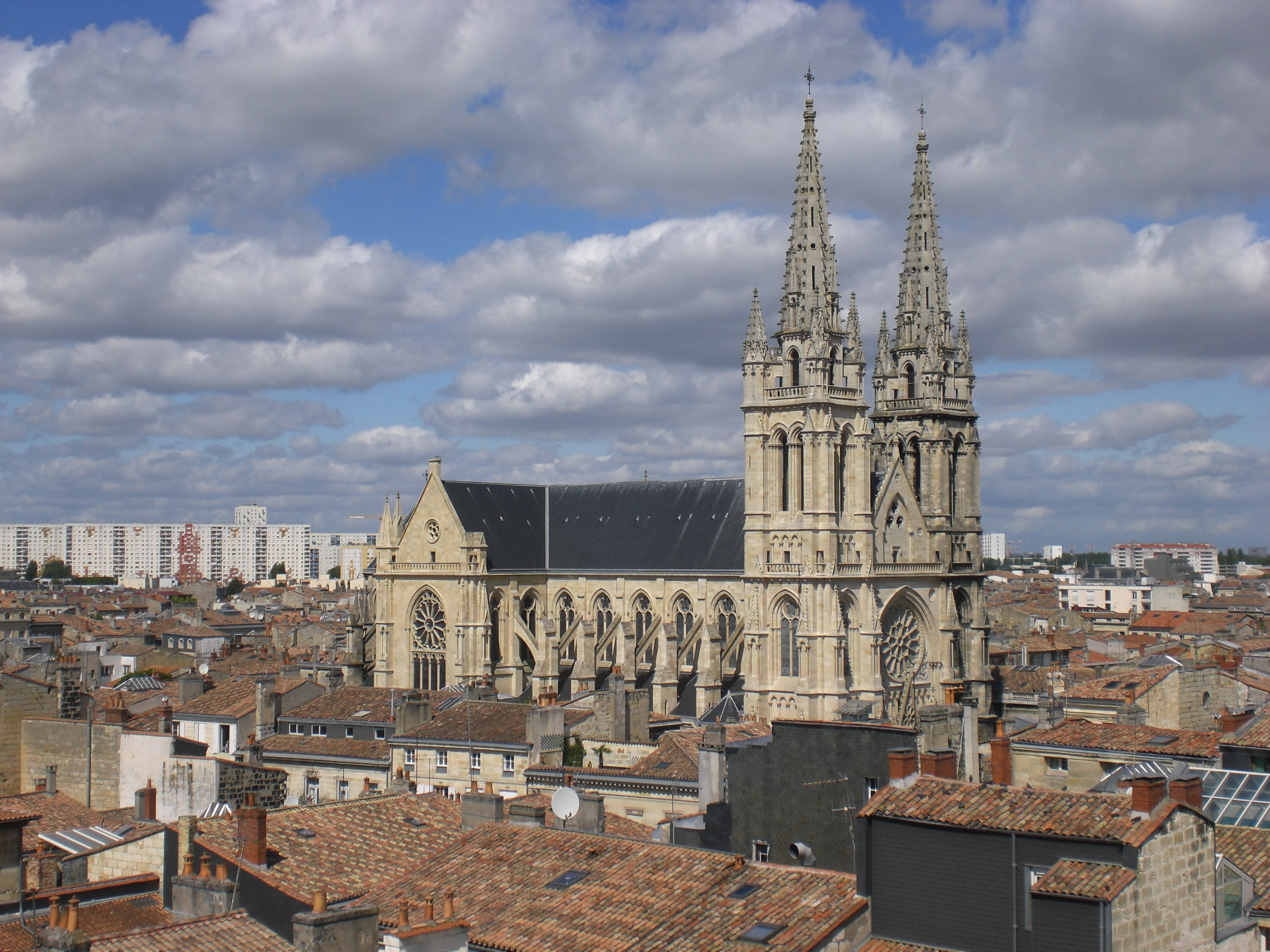
Ansicht von Süden

Die römisch-katholische Kirche Saint-Louis des Chartrons im Nordwesten der französischen Stadt Bordeaux gelegenen Ortsteil Chartrons ist eine der höchsten Kirchen der Stadt. Sie befindet sich auf der Rue Notre Dame 51. Die Fassade ist vertikal in drei Teile gegliedert; zwei Türme und ein mächtiger mittlerer Korpus. Horizontal gibt es vier Ebenen: das Portal und die Turmsockel, die Rosette über dem Portal und die Fensterreihe in den Türmen, der Giebel über dem Portal mit der von Louis Coëffard de Mazerolles geschaffenen Statue des heiligen Ludwig sowie die Glockengehäuse und als oberster Ebene die beiden Turmspitzen.

## Geschichte
Die Kirche wurde zwischen 1874 und 1880 nach Plänen des Architekten Pierre-Charles Brun (1825–1902) an der Stelle errichtet, wo ursprünglich das 1721 errichtete Karmelitenkloster gestanden hatte. Sie ist mit Glasfenstern von Henri Fleur und Nicolas Lorin, Altären von Victor Bernard und Jabourin Lambinet, und einem Taufbecken aus Carrara-Marmor ausgestattet. Eine Mahagoni-Sakristei aus dem 18. Jahrhundert ist nur selten für die Öffentlichkeit zugänglich. Die Kirche ist als Monument historique klassifiziert.

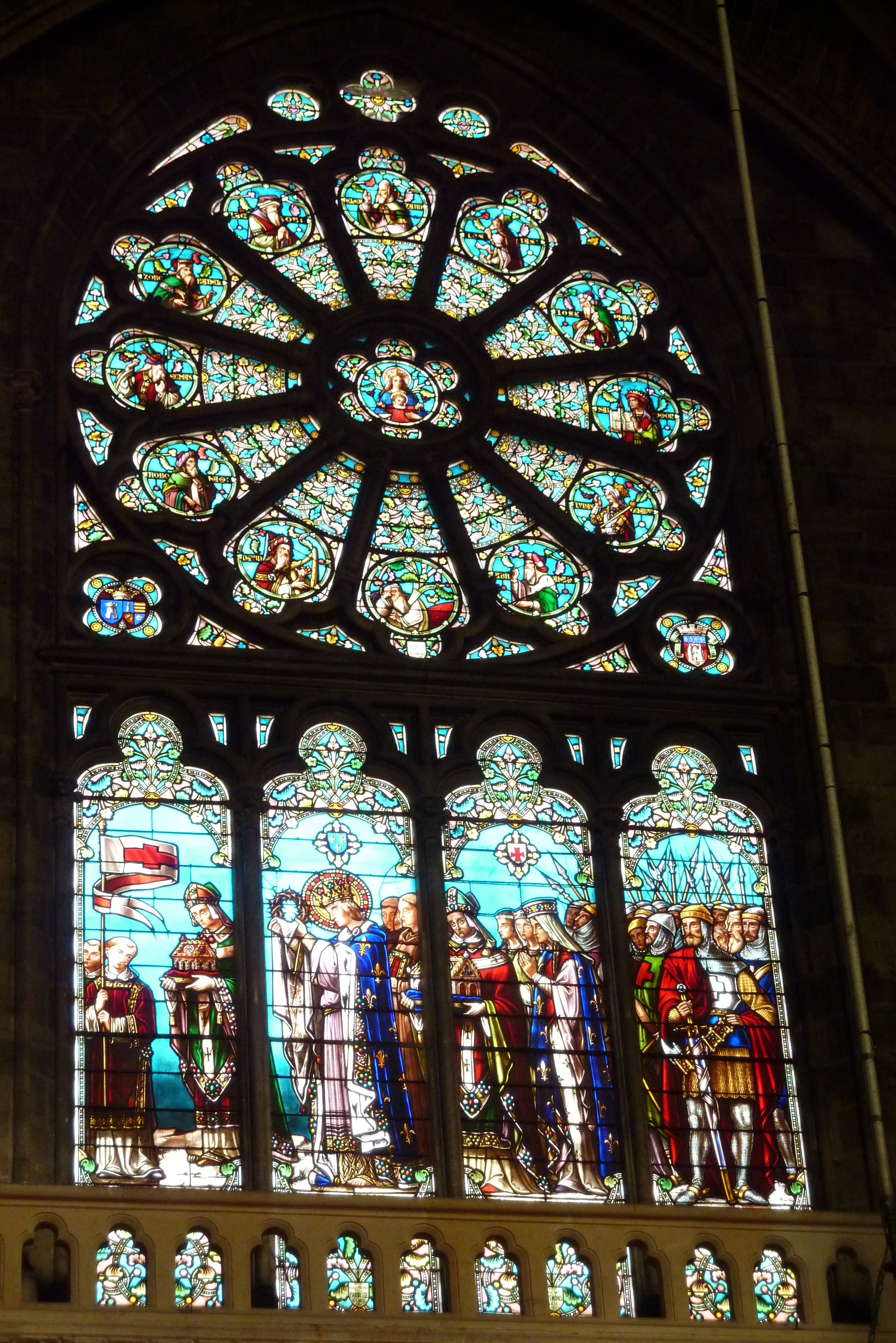
Glasmalerei mit Darstellung des hl. Ludwig
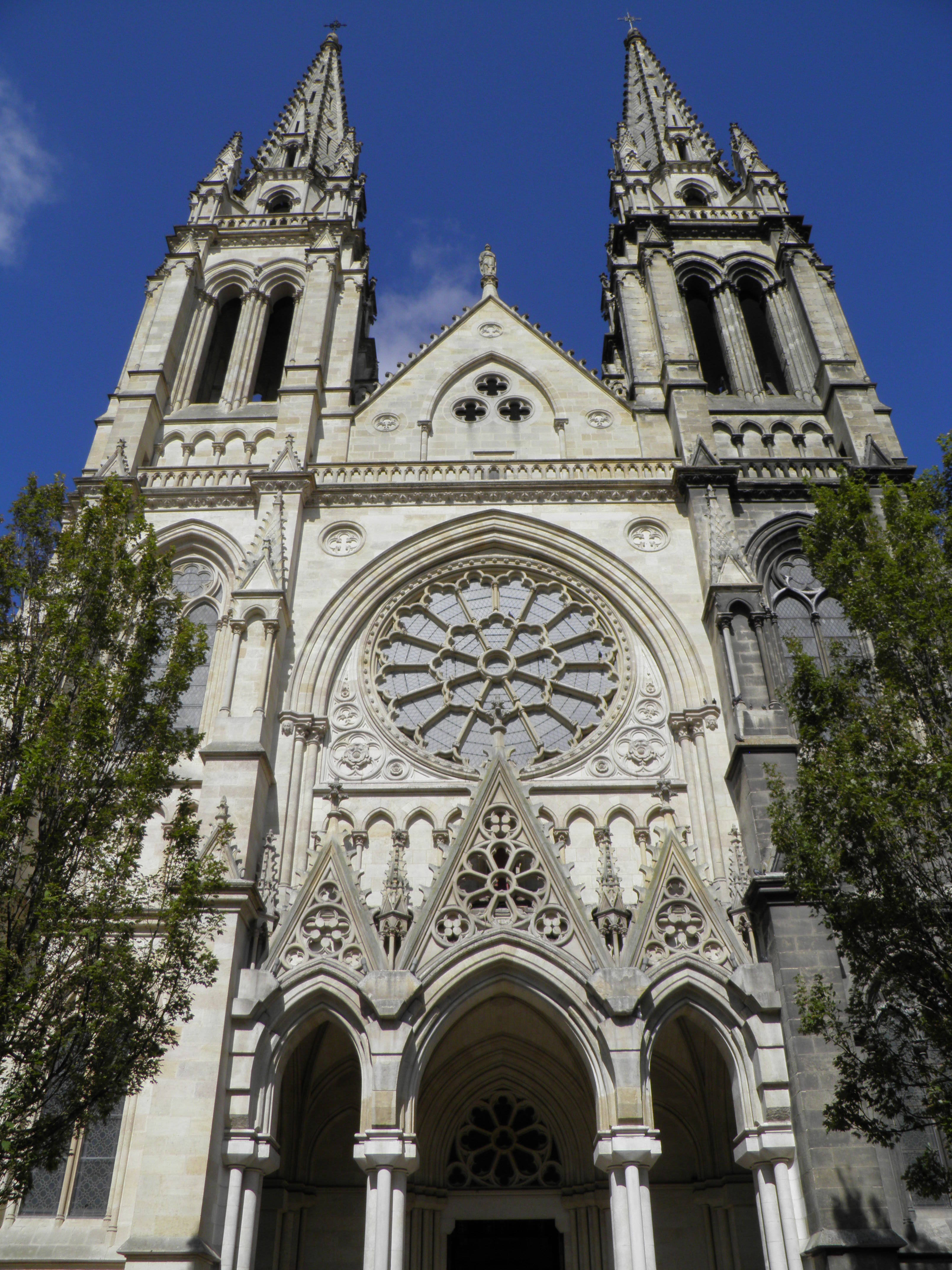
Fassade
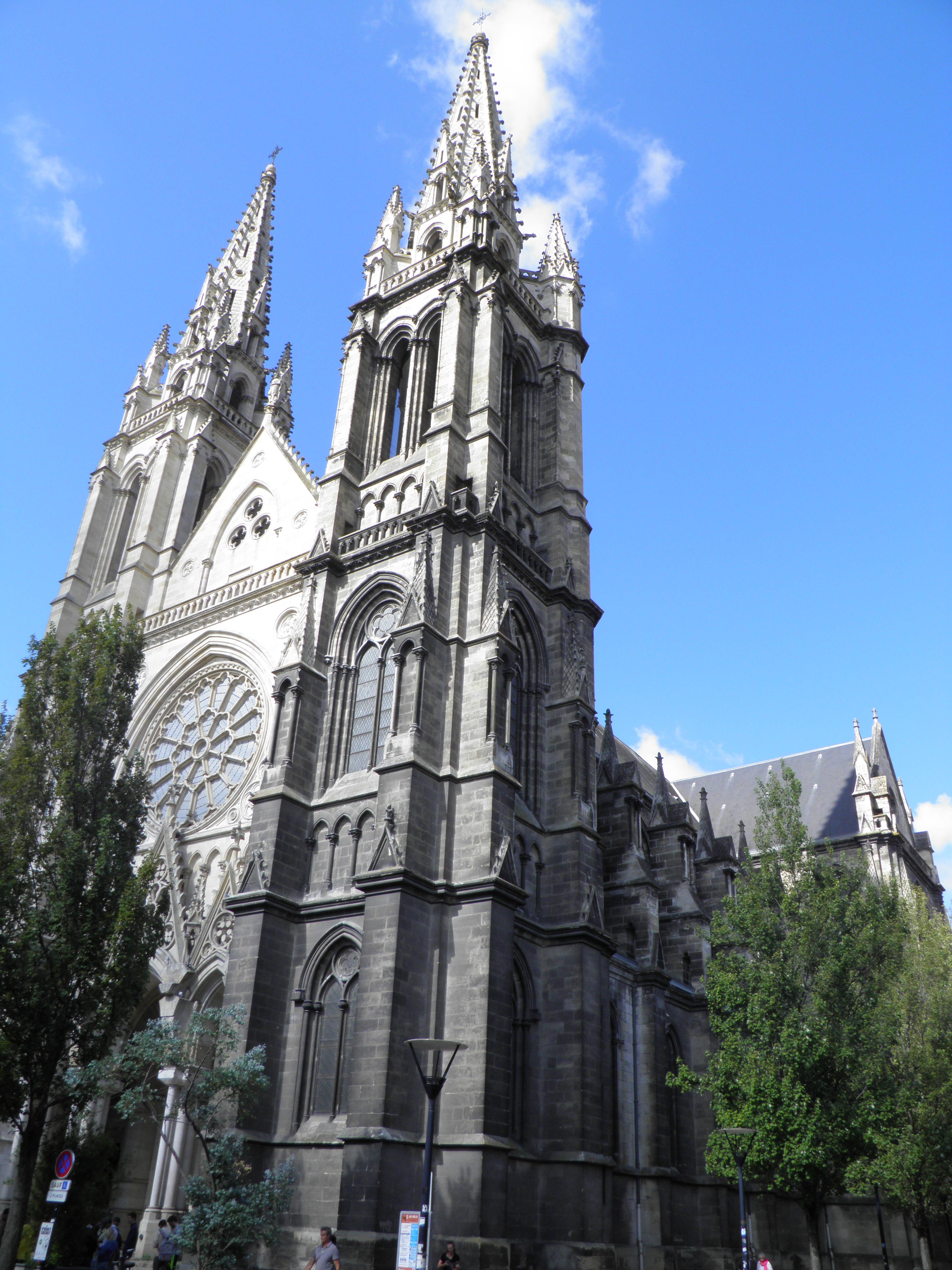
Blick auf die Kirche
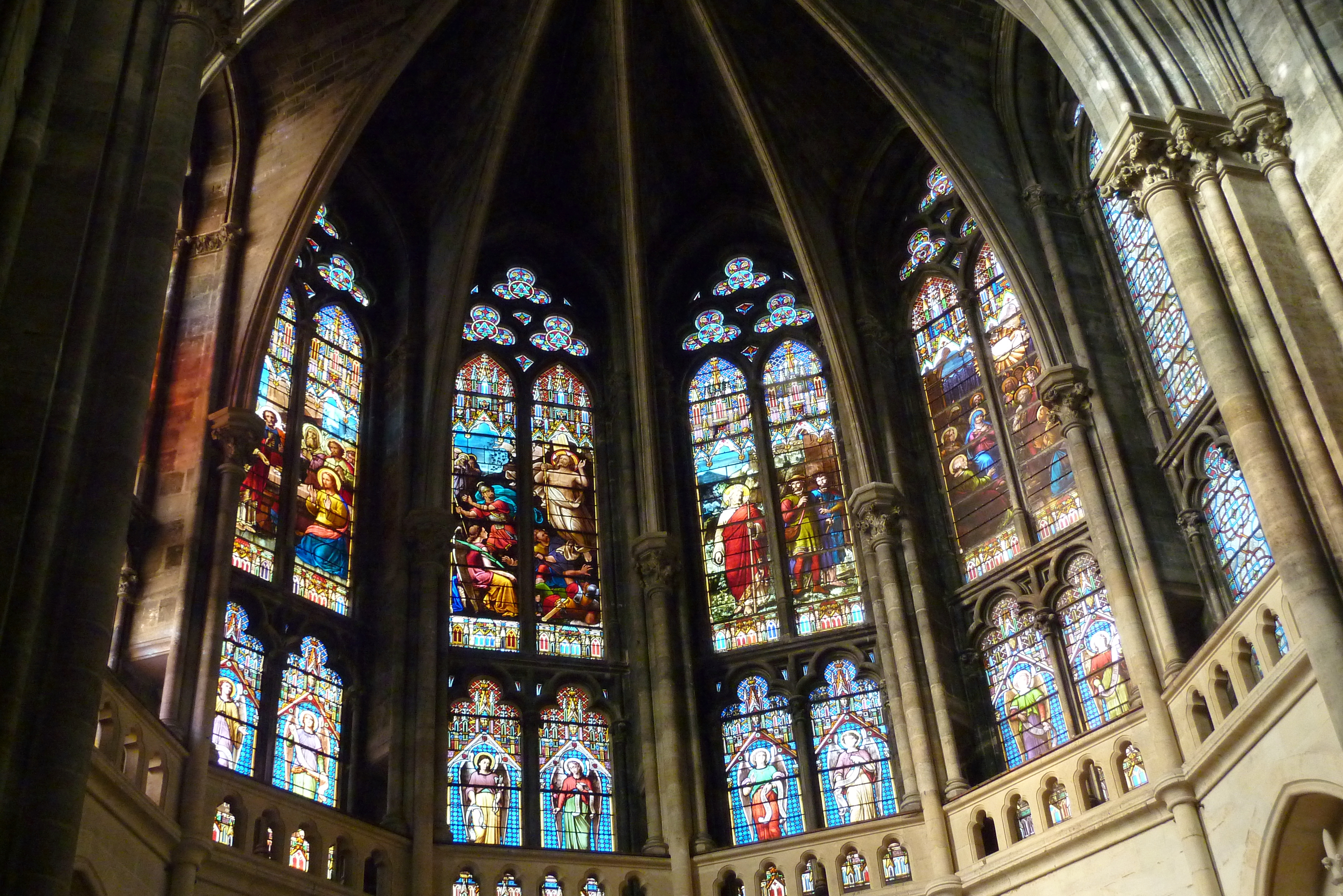
Glasmalerei des Chors von Nicolas Lorin

## Orgel
Die 1881 von Georges Wenner erbaute dreimanualige Orgel gilt als sein Meisterstück und wurde von seinem Nachfolger Gaston Maille im Jahre 1901 fertiggestellt. Um 1920 kam ein elektrisches Gebläse hinzu. Sie gilt als größte symphonische Orgel der Region Aquitanien und wahrscheinlich die Beste aus der 1848 gegründeten Fabrikation von Wenner-Maille. Sie steht seit 2001 ebenfalls unter Denkmalschutz und wurde vor kurzem von dem Orgelbauer Pascal Quoirin restauriert. Finanziell gefördert durch Stadt und Land wurde die Arbeit 2005 abgeschlossen.
| I Grand-Orgue C–g3 |       |
| Montre             | 16′   |
| Bourdon            | 16′   |
| Montre Harmonique  | 8′    |
| Prinzipal          | 8′    |
| Bourdon            | 8′    |
| Flûte Harmonique   | 8′    |
| Gambe              | 8′    |
| Prestant           | 4′    |
| Flûte Harmonique   | 4′    |
| Nazard             | 2 ⁄3′ |
| Octavin            | 2′    |
| Plein Jeu VI       |       |
| Cornet V           |       |
| Bombarde           | 16′   |
| Trompette          | 8′    |
| Clairon            | 4′    |

| II Positif intèrieur C–g3 |    |
| Flûte Douce               | 8′ |
| Flûte Harmonique          | 8′ |
| Salicional                | 8′ |
| Unda Maris                | 8′ |
| Flûte                     | 4′ |
| Doublette                 | 2′ |
| Plein Jeu VI              |    |
| Cornet III                |    |
| Trompette                 | 8′ |
| Basson harmonique         | 8′ |
| Clarinette                | 8′ |
| Clairon                   | 4′ |

| III Récit C–g3       |     |
| Kérolophone          | 8′  |
| Cor de nuit          | 8′  |
| Flûte Harmonique     | 8′  |
| Violoncelle          | 8′  |
| Voix céleste         | 8′  |
| Flûte harmonique     | 4′  |
| Cymbale III          |     |
| Basson               | 16′ |
| Trompette harmonique | 8′  |
| Basson Hautbois      | 8′  |
| Voix humaine         | 8′  |
| Clairon              | 4′  |

| Pédale C–f1 |     |
| Soubasse    | 16′ |
| Flûte       | 16′ |
| Bourdon     | 16′ |
| Flûte       | 8′  |
| Bourdon     | 8′  |
| Flûte       | 4′  |
| Bombarde    | 16′ |
| Trompette   | 8′  |
| Basson      | 8′  |
| Clairon     | 4′  |

- Koppeln: I/II, III/II, III/I, I/P, II/P, III/P, I-III/P